# Jan Wallanderpriset
Jan Wallanderpriset är ett musikpris som från 2010 delas ut varje år till en framstående ung musiker, som studerar vid någon av Sveriges musikhögskolor.
Förutom äran, får pristagaren möjlighet att under ett antal år i början av sin professionella karriär, få använda ett instrument av mycket hög klass.
Jan Wallanderpriset är instiftat av Handelsbanken i samarbete med Kungl. Musikhögskolan i Stockholm, och fått sitt namn efter Jan Wallander, bankens VD och styrelseordförande under åren 1970 – 1991.
Instrumenten flygel, violin, cello och kontrabas ägs av en stiftelse närstående Handelsbanken.

## Pristagare
- 2010 – Daniel Migdal, violin
- 2011 – Oscar Treitler, violin
- 2012 – Sofia Hansen, violin
- 2013 – Tomas Lundström, cello [1]
- 2014 – Joel Lyssarides, flygel
- 2015 – Josef Karnebäck, kontrabas
- 2016 – Charlotta Grahn Wetter, violin
- 2017 – Victoria Stjerna, violin
- 2018 – Julia Biegniewska, violin
- 2019 – Carl Vallin, violin [2]
- 2020 – Fred Lindberg, cello
- 2021 – ingen utdelning pga pandemin
- 2022 – Ilias Livieratos, violin [3]
- 2023 – David Stener, flygel [4]
- 2024 – Hugo Löf, kontrabas